# Formación La Colonia

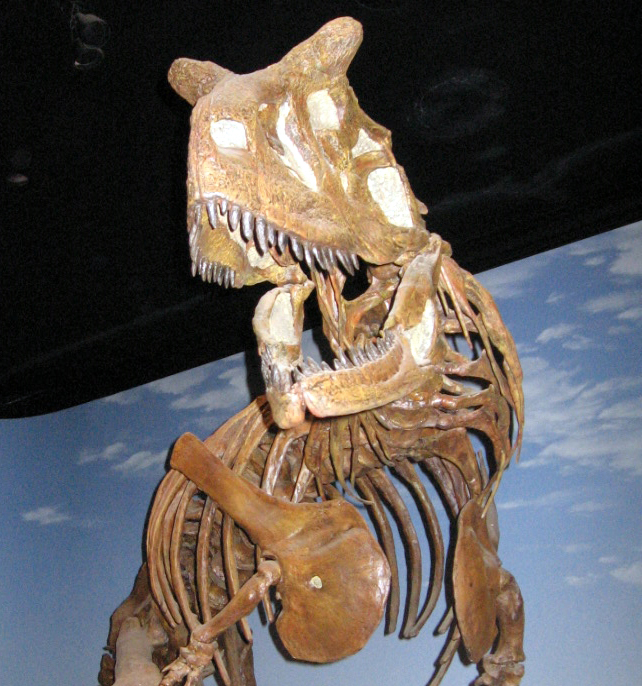
Esqueleto reconstruido de Carnotaurus.

La formación La Colonia es una formación geológica en la Provincia de Chubut (Argentina). Cuyo restos de animales y dinosaurios son datados del Campaniano y el Maastrichtiano. La formación La colonia consistía en una fauna de mamíferos, plesiosaurios, tortugas, dinosaurios, plantas, y anuros. Entre los restos más conocidos son del abelisáurido Carnotaurus. También, se hallaron fósiles de reptiles, lo que muestra que eran los más abundantes. Una de ellas era 16 especímenes de la tortuga meiolaniforme Patagoniaemys, también, de la tortuga quélida Yaminuechelys aff gasparinii, la cual se conoce de 3 especímenes. Los restos de dinosaurios son muy comunes, entre ellos fragmentos metatarsianos de terópodos, una vértebra de un saurópodo, un esqueleto incompleto del abelisáurido Koleken, osteodermos de un anquilosaurio, y varios fragmentos apendiculares de hadrosaurios. Los únicos restos de plesiosaurios conocidos es de un solo género Sulcusuchus. Los restos de mamíferos no son tan conocidos, entre ellos está el nuevo género Coloniatherium. También, se hallaron plantas nelumbonáceas.